# Everything You've Come to Expect
Everything You've Come to Expect är det andra studioalbumet av den brittiska supergruppen The Last Shadow Puppets. Albumet släpptes den 1 april 2016 och föregicks av fyra singlar; Bad Habits, Everything You've Come To Expect, Aviation och Miracle Aligner.

## Bakgrund
Efter att ha släppt deras första album The Age of The Understatement och 3 stycken EP under 2008 tog gruppen en paus och satsade på sina respektive karriärer; Alex Turner fortsatte släppa musik med Arctic Monkeys och Miles Kane satsade på en solokarriär efter att hans band The Rascals splittrats under 2009.
Albumets skivomslag är en bild från 1969 av den amerikanska sångerskan Tina Turner som dansar. Alex Turner förklarade i en intervju att han hade haft bilden hängande på väggen i sitt hem under några år och att han länge tänkt att om The Last Shadow Puppets någonsin skulle göra ett andra album skulle bilden passa bra som skivomslag.
Everything You've Come to Expect kom ut åtta år efter dess föregångare och har ett mer storslaget sound. Kane har öppnat för att gruppen kan komma att göra ett nytt album, men att det troligen kommer komma ut efter lika lång väntetid.

## Låtlista
| 1.           | Aviation                         | Kane         | 3:43  |
| 2.           | Miracle Aligner                  | Turner       | 4:05  |
| 3.           | Dracula Teeth                    | Turner, Kane | 2:51  |
| 4.           | Everything You've Come To Expect | Turner, Kane | 3:13  |
| 5.           | The Element of Surprise          | Turner, Kane | 2:52  |
| 6.           | Bad Habits                       | Kane         | 3:00  |
| 7.           | Sweet Dreams, TN                 | Turner       | 3:56  |
| 8.           | Used to Be My Girl               | Kane, Turner | 2:55  |
| 9.           | She Does The Woods               | Turner       | 3:30  |
| 10.          | Pattern                          | Kane         | 4:15  |
| 11.          | The Dream Synopsis               | Turner       | 3:03  |
| 12.          | The Bourne Identity              | Turner       | 3:05  |
| Total längd: | Total längd:                     | Total längd: | 40:28 |

| 13.          | Aviation - The Dream Synopsis EP Version           |                 | 3:46  |
| 14.          | Les Cactus                                         | Jacques Dutronc | 3:20  |
| 15.          | Totally Wired                                      | The Fall        | 3:37  |
| 16.          | This Is Your Life                                  | Glaxo Babies    | 2:55  |
| 17.          | Is This What You Wanted                            | Leonard Cohen   | 6:46  |
| 18.          | The Dream Synopsis - The Dream Synopsis EP Version |                 | 3:42  |
| Total längd: | Total längd:                                       | Total längd:    | 64:34 |